# Bataille du Vendredi saint
La Bataille du Vendredi saint est un match de hockey sur glace entre les Canadiens de Montréal et les Nordiques de Québec qui se déroule le 20 avril 1984 au Forum de Montréal. C'est le sixième match de la finale de la Division Adams de la Ligue nationale de hockey. La rencontre est marquée par deux bagarres générales. Les Canadiens et les Nordiques accumulent 198 minutes de pénalité uniquement lors de ces deux batailles. L’arbitre doit expulser dix joueurs, une des sanctions les plus importantes de l’histoire du hockey sur glace professionnel nord-américain. Il s'agit de l'événement majeur de la Bataille du Québec.

## Développement
Les Canadiens de Montréal et les Nordiques de Québec sont deux équipes rivales dans la province de Québec qui s'affrontent au cours des Séries éliminatoires de la LNH le 20 avril 1984. Les Canadiens mènent la série par trois victoires à deux et peuvent accéder à la finale de la conférence en emportant ce sixième match au Forum de Montréal. Les Nordiques doivent gagner pour égaliser la sérieafin de pouvoir retourner à Québec pour le septième et dernier match.
Un nombre important de bagarres éclatent au cours du match. Alors que les Nordiques mènent 1 à 0 en fin de deuxième période, une bagarre générale commence quand Dale Hunter, centre des Nordiques, bouscule le gardien des Canadiens Steve Penney ainsi que l'attaquant Guy Carbonneau. À cet instant, les joueurs des deux équipes sautent sur la glace et les officiels sont incapables d'empêcher la bagarre. Deux attaques célèbres marquent la bataille : le joueur montréalais Mario Tremblay brise le nez d'un coup de poing à son rival Peter Šťastný, les deux étant expulsés ensuite; et le québécois Louis Sleigher donne un coup de poing en plein visage à Jean Hamel, le laissant inconscient pendant près de dix minutes. Cette agression a des séquelles sur sa vision et l'oblige à retourner au camp d’entraînement l’automne suivant alors qu'il souffre encore à un œil durant le dernier match pré-saison des Canadiens. Hamel doit ensuite prendre la décision de mettre un terme à sa carrière de hockeyeur professionnel.
Quand débute la troisième période, alors que l'arbitre principal Bruce Hood tarde à annoncer les pénalités, tous les joueurs entrent sur la glace et une nouvelle bagarre générale éclate. Celle-ci voit Mark Hunter, des Canadiens, se jeter sur son frère Dale, des Nordiques, pour le frapper à plusieurs reprises. Au total, l'arbitre donne 252 minutes de pénalités et ordonne dix expulsions, mais, à la suite de sa gestion du match, Hood doit finalement prendre sa retraite à l'issue des séries.
La partie et la série se terminent par une victoire montréalaise 5 à 3.

## Représentation culturelle
En 2018, Maxime Catellier publie un poème consacré à cet événement, «La bataille du vendredi saint. 20 avril 1984» (p. 35-38), dans son livre Mont de rien. Roman en trois périodes et deux intermèdes (Montréal, L’Oie de Cravan, 2018, 123 p.).

## Répercussions
À la suite de cette rencontre, la LNH décidera d’interdire la sortie des joueurs directement sur la patinoire à la fin de chaque période. La coutume voulant que chaque formation, après la sirène de fin de période, sorte du banc des joueurs et se dirige « féliciter » son gardien avant de rentrer au vestiaire. Situation qui a mené, hors de tout doute, aux débordements de la deuxième période lors de cette partie historique. L'événement a aussi mené la LNH à modifier le règlement pour empêcher les joueurs de s'échauffer sur la patinoire au retour des entractes et de se rendre directement au banc.